# Ždánovská lípa
Ždánovská lípa je památný strom u vsi Nezdice na Šumavě, severovýchodně od Kašperských Hor. Lípa velkolistá (Tilia platyphyllos) roste v lesním oddíle č. 252 severně od vrchu Chlum (962 m). Její stáří je odhadováno na 170 let. Obvod jejího kmene měří 435 cm a koruna stromu dosahuje do výšky 27 m (měření 2009). Lípa je chráněna od roku 1992 pro svůj habitus, vzrůst a stáří.

## Stromy v okolí
- † Albrechtický topol
- Buk na Ždánově (580 m sv.)
- Javor klen v Podlesí (4,9 km jz.)
- Lípa na Podlesí (4,5 km jz.)
- Lípa v Albrechticích (6,0 km ssz.)
- Lípy na Červené (3,0 km j.)
- Radešovská lípa (5,7 km z.)
- Skupina lip na Podlesí (4,7 km jz.)
- Skupina javorů Ždánov-Žlíbek (440 m sv.)
- Smrk pod Studeneckým lesem (4,7 km jv.)
- Šebestovská lípa (5,0 km vjv.)

## Galerie

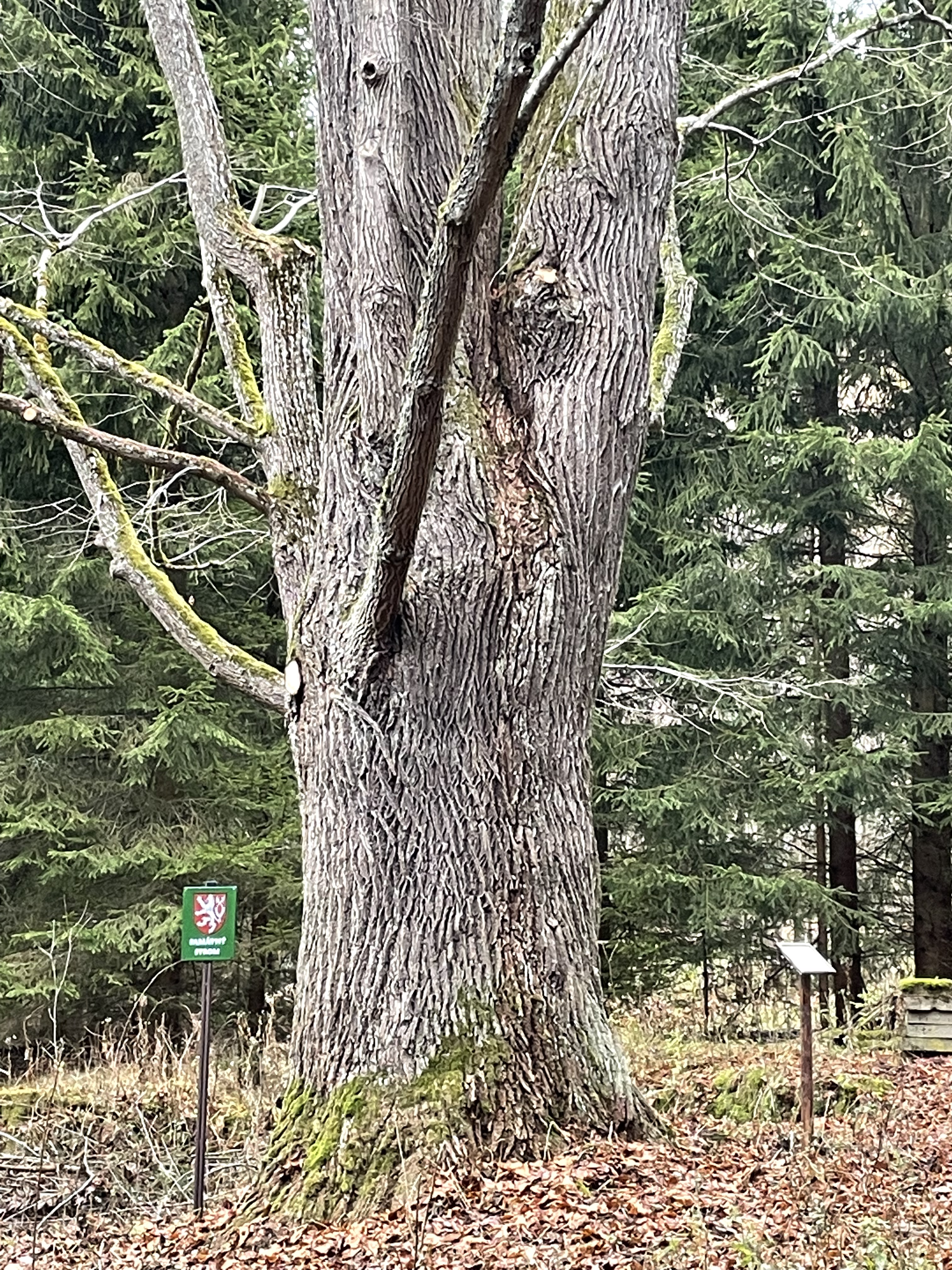
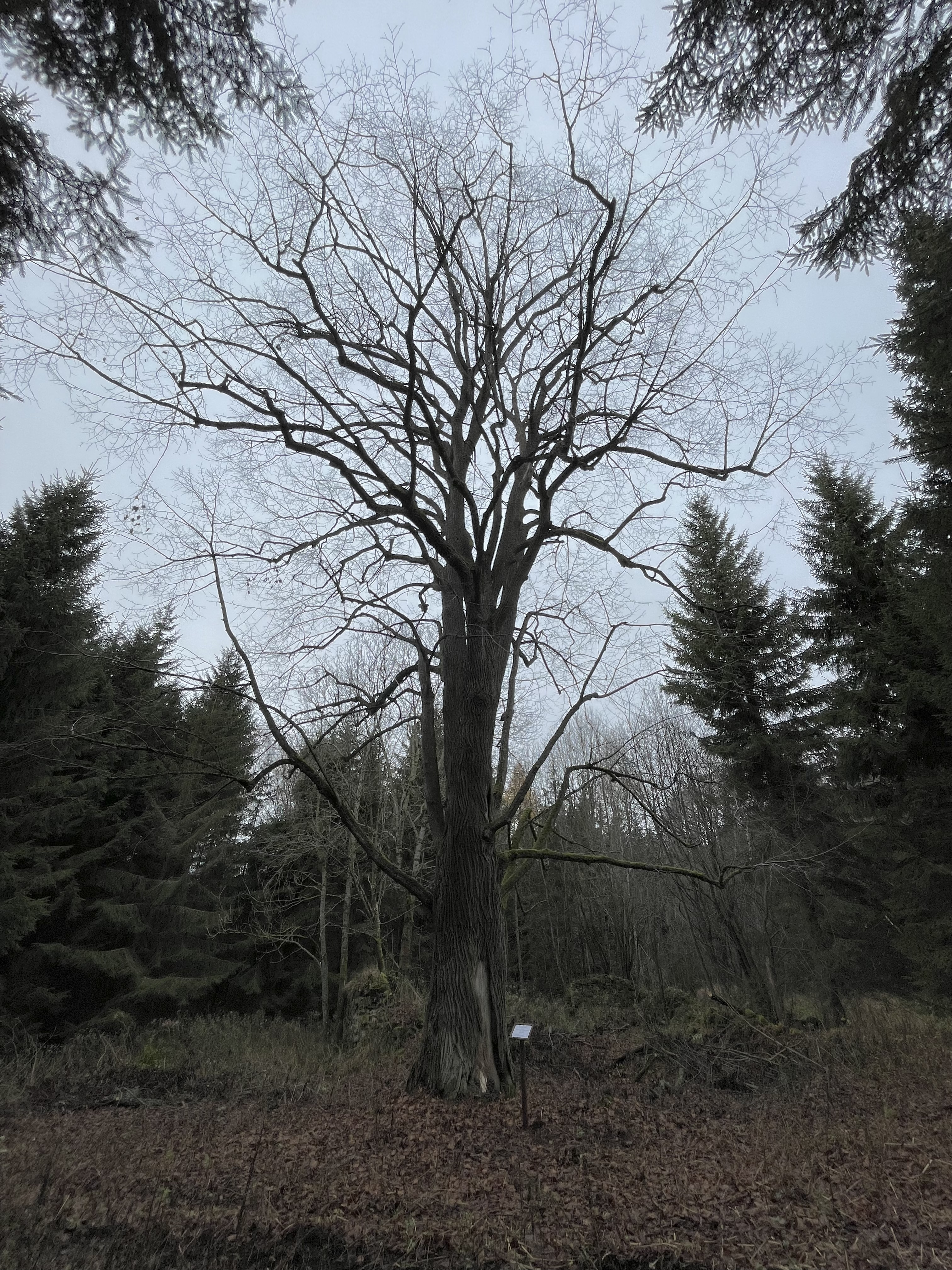